# Culex xenophobus
Culex xenophobus är en tvåvingeart som beskrevs av Ronderos 1965. Culex xenophobus ingår i släktet Culex och familjen stickmyggor.
Artens utbredningsområde är Venezuela. Inga underarter finns listade i Catalogue of Life.